# Agrupación Deportiva Alcorcón
L'Agrupación Deportiva Alcorcón è una società calcistica spagnola con sede a Alcorcón, in Spagna. Fu fondata nel 1971 e attualmente milita nella Primera Federación, la terza serie del campionato spagnolo di calcio.

## Storia
L'Agrupación Deportiva Alcorcón fu fondata nel 1971 da un gruppo di soci guidati da Dionisio Muñoz Jerez, che creò una squadra di calcio con i giovani della località madrilena. Nel 1977, dopo aver militato nelle divisioni inferiori della zona di Madrid a livello amatoriale, raggiunse la promozione in Tercera División, ma retrocesse nuovamente dopo una sola stagione. Nel 1979 tornò in Tercera División e vi rimase per nove stagioni consecutive.
Negli anni novanta il club affrontò una grave crisi finanziaria che lo costrinse a militare nei campionati inferiori, anche amatoriali. Fu un momento molto duro nella storia dell'Alcorcón.
Nel 1998 assunse il ruolo di presidente Esteban Márquez Ponce, che iniziò un progetto di rinascita del club. L'Alcorcón fu promosso in Tercera División. Nella stagione 2000-2001 l'obiettivo del club era la permanenza nella categoria, ma la squadra giunse inaspettatamente a giocare per la prima volta la Segunda División B. Da allora è sempre rimasta nella categoria fino alla stagione 2009-2010, quando ha ottenuto una splendida promozione in Segunda División. Dopo un primo campionato a metà classifica, l'Alcorcòn sfiorò nel 2012 la promozione in Primera División, perdendo la finale play-off contro il Valladolid. Nel campionato successivo perse la semifinale play-off, questa volta contro il Girona. L'anno dopo si piazzò al nono posto, sfiorando l'accesso ai play-off.
La pagina più bella della sua storia l'Alcorcón la scrisse il 27 ottobre 2009, quando raggiunse una storica e clamorosa vittoria ai danni del blasonato Real Madrid, sconfiggendolo per 4-0 nell'andata dei sedicesimi di finale di Coppa del Re. Nella partita di ritorno, al Santiago Bernabéu, fu sconfitto dai Blancos per 0-1 (gol di Rafael van der Vaart), riuscendo così, contro ogni previsione e pronostico, a superare il turno, in virtù del punteggio totale di 4-1. Agli ottavi di finale la squadra di Anquela fu, però, eliminata dal Racing Santander, a causa della sconfitta interna per 2-3 e del pareggio per 0-0 al Sardinero.

## Stadio
L'Alcorcón gioca le sue partite casalinghe nello Stadio Santo Domingo, chiamato anche Alcorconazo in onore della mitica vittoria ai danni del Real Madrid, che può ospitare 7.900 spettatori.

## Tornei nazionali
- 1ª División: 0 stagioni
- 2ª División: 12 stagioni
- 2ª División B: 10 stagioni
- 3ª División: 15 stagioni
- Miglior piazzamento in campionato: 4º (Segunda División, stagione 2011-2012).
- Peggior piazzamento in campionato: 16° (Segunda División B, stagione 2001-2002).

## Palmarès

### Competizioni nazionali
- Segunda División B: 1

2009-2010

### Altri piazzamenti
- Segunda División B:

Terzo posto: 2008-2009 (gruppo II)
- Tercera División:

Terzo posto: 1979-1980
- Primera Federación:

Secondo posto: 2022-2023 (gruppo 1)

## Organico

### Rosa 2023-2024
Aggiornata al 14 settembre 2023.
| N. |                       | Ruolo | Calciatore         |
| -- | --------------------- | ----- | ------------------ |
| 1  | Spagna (bandiera)     | P     | Jesús Ruiz         |
| 2  | Spagna (bandiera)     | D     | Javier Castro      |
| 3  | Spagna (bandiera)     | D     | David Morillas     |
| 4  | Spagna (bandiera)     | D     | Óscar Rivas        |
| 5  | Spagna (bandiera)     | C     | Pedro Mosquera     |
| 6  | Martinica (bandiera)  | C     | Jean-Sylvain Babin |
| 7  | Spagna (bandiera)     | C     | Álvaro Bustos      |
| 8  | Spagna (bandiera)     | C     | Jacobo González    |
| 9  | Spagna (bandiera)     | A     | Christian Borrego  |
| 10 | Spagna (bandiera)     | C     | Juanma Bravo       |
| 11 | Portogallo (bandiera) | A     | Dyego Sousa        |

| N. |                    | Ruolo | Calciatore     |
| -- | ------------------ | ----- | -------------- |
| 13 | Brasile (bandiera) | P     | Lucas Anacker  |
| 14 | Spagna (bandiera)  | C     | Álex López     |
| 15 | Spagna (bandiera)  | C     | Javi Lara      |
| 17 | Spagna (bandiera)  | C     | Víctor García  |
| 18 | Camerun (bandiera) | C     | Yan Eteki      |
| 19 | Spagna (bandiera)  | D     | Xavi Quintillà |
| 20 | Spagna (bandiera)  | D     | Iago López     |
| 21 | Spagna (bandiera)  | A     | Koldo Obieta   |
| 22 | Spagna (bandiera)  | C     | Juan Artola    |
| 23 | Spagna (bandiera)  | D     | Chema          |
| 26 | Ghana (bandiera)   | C     | Emmanuel Addai |